# پاتریک کلر
پاتریک کلر (فرانسوی: Patrick Clerc‎؛ زادهٔ ۲۰ سپتامبر ۱۹۵۷) دوچرخه‌سوار اهل فرانسه است.